# الوارو پنیا (بازیکن فوتبال اسپانیا)
الوارو پنیا (انگلیسی: Álvaro Peña؛ زادهٔ ۲۴ اکتبر ۱۹۹۱) بازیکن فوتبال اهل اسپانیا است.
از باشگاه‌هایی که در آن بازی کرده‌است می‌توان به باشگاه فوتبال لوگو، باشگاه فوتبال راسینگ سانتاندر، باشگاه فوتبال میراندس، باشگاه فوتبال اتلتیک بیلبائو، باشگاه فوتبال آلباسته بالومپیه، باشگاه فوتبال آلکورکون، و باشگاه فوتبال اتلتیک بیلبائو بی اشاره کرد.